# میکی بلوک
میکی بلوک (انگلیسی: Micky Block; ۲۸ ژانویهٔ ۱۹۴۰ – ۳۰ دسامبر ۲۰۱۹) بازیکن فوتبال اهل بریتانیا بود.
از باشگاه‌هایی که در آن بازی کرده‌است می‌توان به باشگاه فوتبال واتفورد، باشگاه فوتبال چلسی، باشگاه فوتبال چلمزفورد سیتی، و باشگاه فوتبال برنتفورد اشاره کرد.
وی همچنین در تیم ملی فوتبال England Youth بازی کرده‌است.